# حملة دونالد ترامب الرئاسية 2016

شعار الحملة الأنتخابية لدونالد ترمب

اُطلقت الحملة الرئاسية للرئيس دونالد ترمب عام 2016 رسمياً بتاريخ 16 يونيو 2015، في برج ترمب الواقع بمدينة نيويورك. كان ترمب مرشح الحزب الجمهوري لرئاسة الولايات المتحدة في انتخابات الرئاسة الأمريكية 2016، بعد أن فاز بأكبر عدد من الانتخابات التمهيدية في المؤتمر الوطني للحزب الجمهوري عام 2016. اختار دونالد ترمب حاكم ولاية إنديانا مايك بنس، ليكون نائبه للرئيس. انتخب ترمب وبينس رئيسا ونائبا لرئيس الولايات المتحدة في 8 نوفمبر 2016. وقد حظيت مواقف ترمب بشعبية كبيرة مما أدى إلى فوزه بالرئاسة.

## جعل أمريكا عظيمة مجدداً
أعلن ترمب ترشحه للرئاسة رسمياً في يوم 16 يونيو 2015 في برج ترمب بمدينة نيويورك. و تحدث خلال الخطاب عن العديد من القضاية مثل الهجرة غير الشرعية و عن الاقتصاد و البطالة بالاضافة إلى الدين العام الأمريكي والارهاب. أعلن ترمب أيضا خلال الخطاب عن شعار حملته الانتخابية "جعل أمريكا عظيمة مجدداً".

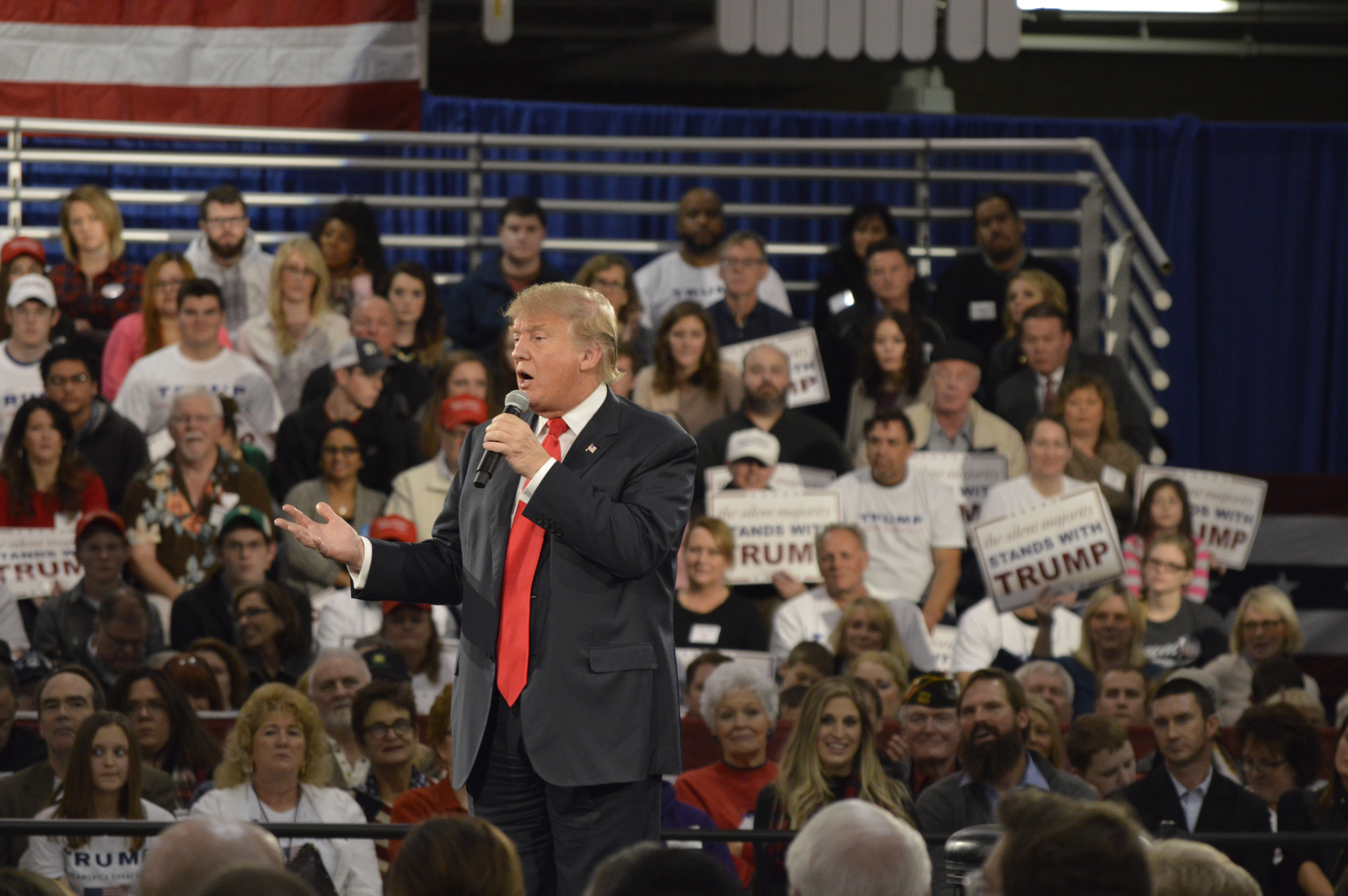
المرشح الجمهوري للرئاسة دونالد ترمب خلال قاعة المدينة في مدينة المعارض ولاية أيوا في دي موين بولاية ايوا في الجمعة 11 ديسمبر، 2015.

### علاقته مع تيد كروز
في عام 2016 كانت كراهية قوية بين دونالد ترمب وتيد كروز لأن كلاهما يريدان الفوز بالحزب الجمهوري للوصول إلى سباق الرئاسة الأمريكية، فكانوا على موقع تويتر يهددان كل منهما بنشر فضائح زوجة الآخر. وقد بدأت معركة فضائح الزوجات عندما نشرت جماعة سياسية مستقلة إعلانًا تظهر فيها ميلانيا ترمب، وهي عارية، مع تعليق يقول: "إليكم ميلانيا ترمب.. السيدة الأولى القادمة.. أو بإمكانكم تأييد تيد كروز يوم الثلاثاء." وعرضت الجماعة السياسية ذلك الإعلان، قبيل الانتخابات التمهيدية في ولايتي يوتاه وأريزونا، حين تنافس الرجلان على أصوات الناخبين. وعندها أثار ذلك الإعلان غضب دونالد ترمب فتوجه إلى تويتر وغرد قائلا "يا للهول .. سناتور كروز.. هذا بعض ما وصلت إليه من التدني بذلك الإعلان .. أنت تستخدم صورة لميلانيا في جلسة تصوير لمجلة جي.كيو. احذر أيها الكذاب وإلا فضحت زوجتك." وأثارت تغريدة دونالد ترمب فضول رواد مواقع التواصل الاجتماعي الذين حاولوا البحث عن نوع الفضيحة التي ينويها دونالد ترمب لهايدي كروز زوجة منافسه التي تعمل بمنصب تنفيذي لدى شركة غولدمان ساكس. كروز رد بدوره للدفاع عن زوجته قائلا: "لسنا من نشر صورة زوجتك. دونالد إذا حاولت مهاجمة هايدي فستكون أكثر جبنًا مما ظننت." كانت حرب فضائح الزوجات التي بين المتنافسين نقلت منافسات الرئاسة إلى مكان جديد، فلا سياسة خارجية ولا اقتصاد أو تعليم أو برامج صحية، هي هدف المرشحين كما يراها البعض. لكن لابد من الإشارة إلى أن الإعلان المثير للضجة الذي نشر صورة زوجة ترمب كان من إنتاج جماعة سياسية مستقلة تسمى "ميك أمريكا أوسام"، يسمح لها بالترويج لمرشح لكن دون التنسيق مع الحملة.

### قضايا جنسية ضد دونالد ترمب ظهرت أثناء حملته الإنتخابية
نقلت صحيفة نيويورك تايمز تصريحات لسيدتين أمريكيتين قالتا إن دونالد ترمب، المرشح الجمهوري للانتخابات الأمريكية "قام بلمسهما بطريقة غير لائقة"، لكن مسؤولين في إدارة الحملة الانتخابية لترمب نفوا صحة تلك التصريحات.
وقالت إحدى السيدتين، إن ترمب "مسك ثدييها وحاول أن يمد يده إلى تنورتها قبل نحو ثلاثين عاما وهما على متن طائرة". أما السيدة الثانية فقالت: أن ترمب "قبلها من الفم رغما عن إرادتها في مبنى تاورز الذي يملكه عام 2005".
ووصف مسؤولون في حملة ترمب هذه التصريحات بأنها "محض خيال".
وقالت الحملة الإنتخابية لدونالد ترمب في بيان صادر عنها: "إن صحيفة نيويورك تايمز تقود حملة مغلوطة تهدف لاغتيال شخصية ترمب معنويا".
وصرحت جيسيكا ليدز البالغة من العمر 74 عاما وهي من سكان مانهاتن، أنها كانت تجلس إلى جانب ترمب في جناح الدرجة الأولى على متن طائرة متوجهة إلى نيويورك، وفي تلك اللحظة رفع مسند المقعد وبدء يلامسها. وقالت ليدز: "لقد كان يشبه الأخطبوط، يداه كانت تذهبان في كل اتجاه، كان ذلك اعتداء".
أما راشيل كروكس التي كانت تبلغ من العمر 22 عاما وتعمل في شركة عقارية بمبنى تاورز التابع لترمب، فقالت إنه قبّلها رغما عن إرادتها من الشفاه خارج المصعد

### وعوده و مواقفه في الحملة الإنتخابية
خلال الحملات الانتخابية للمرشحين دونالد ترمب وهيلاري كلينتون شهدت الساحة الأمريكية والعالمية ردود افعال حول المرشحين للانتخابات الأمريكية.
وقد ادلى دونالد ترمب بتصريحات غريبة خلال حملاته الانتخابية حيث هاجم المسلمين والافارقة والمهاجرين خلال حملاته الانتخابية ، ومن أهم التصريحات التي ادلى بها خلال حملاته الانتخابية ما يأتي

#### المهاجرين
وكان ترمب توعد المهاجرين غير الشرعيين بترحيلهم من امريكا فور توليه منصب رئيس الولايات المتحدة الامريكية
وقال ترمب: "في اليوم الأول، سأبدأ سريعا في ترحيل المهاجرين غير الشرعيين من البلاد، خصوصا مئات الآلاف الذين أعيد إطلاق سراحهم في ظل إدارة أوباما وكلينتون".

#### الجدار
اعلن  ترمب بأنه سيبني جدارا عازلا على الحدود الأمريكية-المكسيكية من اجل الحد من تهريب المخدرات من المكسيك وقال: "إنهم يجلبون المخدرات ويرتكبون الجرائم، فضلا عن أنهم مغتصبون"
إلى جانب تعهده بتعزيز الضوابط الحدودية للكشف عن المهاجرين غير الشرعيين الذين يحاولون الحصول على منافع اجتماعية أو الأجانب الذين يتجاوزون المهلة المحددة لتأشيراتهم

#### الأمريكيون الأفارقة
وتشير الصحف إلى بعض تصريحاته استجلبت الكثير من قطاعات الشعب الأمريكي ، حيث ان تصريحاته حول الهجرة لقيت ترحيبا واسعا من قبل شرائح من المجتمع الامريكي 

#### الانسحاب من الشراكة عبر المحيط الهادئ
وعد ترمب بإنهاء الشراكة الاقتصادية الاستراتيجية عبر المحيط الهادئ، التي تشارك فيها 12 دولة بما فيها الولايات المتحدة.
- هزيمة داعش:

قال ترمب إنه وفور وصوله إلى البيت الأبيض سيطلب من إدارته إعداد خطة خلال 30 يوما للقضاء على تنظيم داعش الذي يتخذ من الموصل في العراق والرقة في سوريا معقلين رئيسيين له. وخلال حملته الانتخابية لم يوفر ترمب فرصة لاتهام كلينتون وأوباما بتأسيس ذلك التنظيم في الشرق الأوسط، بسبب سياستهما هناك.

### إلغاء الاتفاق النووي الإيراني
قال ترمب إن أولويته الأولى كرئيس لأميركا ستكون إلغاء الاتفاق النووي بين إيران والقوى الكبرى. واعتبر أنه اتفاق كارثي لأميركا وللشرق الأوسط برمته، موضحاً أن المشكلة الكبرى إزاء الاتفاق النووي هو أن إيران يمكنها أن تلتزم ببنوده، لكن في الوقت نفسه تستطيع السعي لحيازة قنبلة نووية.

### إلغاء نظام "أوباما كير" للرعاية الصحية
على الرغم من اعتبار كثيرين نظام أوباما للتأمين الصحي "أوباما كير" أبرز إنجاز للرئيس الديمقراطي المنتهية ولايته باراك أوباما، فإن ترمب لم يتردد في أكثر من مناسبة في إعلان نيته إلغاء ذلك النظام الصحي، تاركا ملايين الأميركيين دون تأمين صحي.

### منع "المناطق منزوعة السلاح" وقوانين الأسلحة
تعهدت حملة ترمب بالتخلص من كافة المناطق المنزوعة السلاح في المدارس والقواعد العسكرية وغيرها، في أيامه الأولى. واعتبر أن مناطق مثل هذه تشكل "هدية للأشرار" في إشارة إلى من يشنون هجمات إرهابية في الولايات المتحدة.

### الماريجوانا
صرح ترمب رسمياً خلال حملته الانتخابية عن اعتقاده بأن كل ولاية لها الحق في إدارة سياساتها وتشريعاتها الخاصة فيما يتعلق بقانونية استخدام الماريجوانا (القنب الهندي) سواء أكان ذلك لأغراض طبية أو استجمامية. أبقى ترمب على رأيه حول الماريجوانا الاستجمامية عقب انتخابه رئيساً، وصرح أنه ينبغي السماح بالماريجوانا الطبية ولكن صرح أنه قد يجب على الحكومة الفيدرالية سن تشريعات للولايات التي تنظم نمو ومبيع الماريجوانا الاستجمامية.

### الإجهاض
تغيرت آراء ومواقف ترمب حول الإجهاض ففي عام 1999 كان مناصراً لحق المرأة وحريتها في اختيار ما يناسبها ولم يتفق مع من رأوا بوجوب حظر الإجهاض آنذاك، أما خلال حملته للترشح الرئاسة عام 2016 أصبح ترمب يصف نفسه كمناهض للإجهاض مع وجود حالات استثنائية محددة يجوز للمرأة أن تجهض فيها. تعهد ترمب في أولى المقابلات الصحفية بعد انتخابه عن تعيينه لقاضي مناهض للإجهاض لمنصب المحكمة العليا الأمريكية.

### الخصوصية والرقابة الإلكترونية
قال ترمب حول رقابة وكالة الأمن القومي (NSA) أنها "تميل لتخطأ من جانب الأمن" على الخصوصية. يدعم ترمب إحياء قانون باتريوت آكت الذي انتهى مفعوله والذي يسمح لوكالة الأمن القومي بجمع وتخزين كميات كبيرة من البيانات الوصفية الهاتفية. قال ترمب: "افترضُ أنني عندما أرفع سماعة الهاتف أن أناساً يستمعون إلى محادثاتي على أي حال."

### حقوق المثليين والمتحولين جنسياً
تجنب ترمب خلال حملته الانتخابية الخوض في القضايا المتعلقة بالمثليين والمثليات ومزدوجي التوجه الجنسي والمتحولين جنسياً (اختصاراً LGBT). بيد أن كثير من المقربين له وأبرزهم ابنته إيفانكا ترمب عبّروا عن دعمهم للأقليات الجنسية.
قال ترمب في خطابه بعد فوز ترشيح الرئاسة عن الحزب الجمهوري خلال خطاب قبوله في المؤتمر الوطني للحزب الجمهوري: "كرئيسكم، سأفعل كل ما بوسعي لحماية مواطنيننا من المثليين والمثليات ومزدوجي التوجه الجنسي والمتحولين جنسياً وأحرار الجنس (LGBTQ) من العنف والقمع للفكر الأجنبي". كما قال ترمب في مقابلة له على برنامج 60 دقيقة أن رأيه الشخصي حول الزواج من نفس الجنس "غير مرتبط" وأنه يقبل قرار المحكمة العليا القاضي بجعل الزواج اتحاد بين شخصين بغض النظر عن جنسهما ما جعل الزواج المثلي قانوني في البلاد.
أعلن ترمب يوم 26 يوليو 2017 من حسابه على تويتر حظراً يمنع المتحولين جنسياً من الخدمة في القوات المسلحة الأمريكية، وبرر ذلك بأن القوات الأمريكية لا تحتمل النفقات والتكاليف الطبية الكبيرة للجنود المتحولين جنسياً. إلا أن المسؤولون في البنتاجون عبروا عن رفضهم لقرار ترمب لما يحمله من دعاوى قضائية، وقالوا أن سياسة الجيش لن تتغير إلا بعد أن يرسل البيت الأبيض قواعد وتوجيهات جديدة بصورة رسمية إلى وزارة الدفاع الأمريكية. وقع ترمب يوم 25 أغسطس من نفس العام على مذكرة تحظر المتحولين جنسياً من الانضمام لصفوف القوات المسلحة شريطة أن تتفق وزارتي الدفاع والأمن القومي على الأمر مع إدارة ترمب.

## وصلات خارجية
- خطاب نصر دونالد ترمب (بالإنجليزية)
- معلومات الحملة المالية (المكتب الفيدرالي) على موقع الهيئة الانتخابية الفيدرالية (بالإنجليزية)